# The Chaser
'The Chaser (추격자 () Chugyeokja) es un thriller surcoreano de 2008 dirigido por Na Hong-jin y protagonizado por Kim Yoon-seok y Ha Jung-woo. The Chaser, primer largometraje de su director, se caracteriza por su realismo, con diversas escenas de violencia muy cruda, y a la vez genera una tensión intensa a pesar de evitar ciertos tópicos del género (no se ve prácticamente ningún arma, ni disparos, ni espectaculares persecuciones con coches). La película tuvo muy buena acogida y recibió diversos premios internacionales (se presentó, entre otros, a los festivales de Cannes y de Sitges de 2008).

## Argumento
El expolicía Jung-lo ejerce de proxeneta. Cada tarde recibe llamadas de clientes anónimos a quien envía sus chicas y una de ellas es la joven Mi-jin. Enfadado porque algunas han huido sin pagar sus deudas, se da cuenta de que todas habían ido a ver el mismo cliente antes de desaparecer y del que sólo conoce el número de teléfono. Jung-lo inicia entonces una búsqueda desesperada para encontrar al hombre y a Mi-jin viva.

## Reparto
- Kim Yoon-seok, Eom Jung-ho, expolicia proxeneta
- Ha Jung-woo, Je Yeong-min, el perverso
- Seo Young-hee, Kim Mi-jin
- Koo Bon-woong, Oh-jot
- Kim Yoo-jung, Eun-ji, hija de Mi-jin
- Jeong In-gi, policía Lee Gil-woo
- Park Hyo-joo, policía Oh Eun-shil
- Choi Jeong-woo, jefe de la policía
- Min Kyeong-jin, jefe de equipo

## Comentarios de la crítica
- Este thriller brillantemente realizado pone literalmente los pelos de punta.  [...]  En cuanto a la ultra-violencia, Na Hong-jin llega a menudo hasta los límites de la repugnancia sabiendo, sin embargo, detenerse justo a tiempo.  [...]  La historia se sitúa en el corazón de un Seúl oscuro, tomado en las garras del vicio  [...]  Na Hong-jin presenta una sociedad en peligro, regida por burócratas, donde es más fácil encontrar una prostituta que un policía competente. Con toques de humor, a menudo terrible,  The Chaser  es una primera obra eficaz.  (Jean-Nicolas Berniche, Evene.fr)[1]
- La película presenta aspectos burlescos,  [...]  satíricos, cuestionamientos políticos, horror y ultra-violencia, el todo atravesado por momentos emotivos.  [...]  Para que el tema central es el de un itinerario moral, itinerario de un detestable protagonista que, a base de superar pruebas terribles, reencontrará una humanidad perdida.  (Jean-François Rauger, ' Le Monde , 17 de mares de 2009)[5]

## Premios
- 11th Director's Cut Award 2008
  - Mejor actor - Ha Jung-woo[6]
- Puchon International Fantastic Film Festival 2008 
  - Mejor película
  - Mejor actriz (Seo Yeong-hee)
  - Asian Award
- Daejong Film Awards 2008 
  - Mejor película
  - Mejor director
  - Mejor actor
  - Mejor producción
  - Mejor fotografía
  - Popularity Award (Kim Yoon-seok)
- Grand Bell Awards 2008
  - Mejor película
- Blue Dragon Film Awards 2008
  - Mejor actor (Kim Yoon-seok)
- Festival de Cine de Sitges 2008
  - Mejor película asiática (premio Orient Express-Casa Àsia)[7]
- Chunsa Film Art Award 2008
  - Mejor actor - (Ha Jung-woo)
- Cine 21 Award 2008
  - Mejor actor - (Ha Jung-woo)
- Golden Cinematography Awards 2008
  - Mejor actor - (Ha Jung-woo)
- Korea Visual Arts Festival 2008
  - Photogenic Award - (Ha Jung-woo)
- Premiere Rising Star Award 2008
  - Mejor actor - (Ha Jung-woo)
- Yubari International Fantastic Film Festival 2009
  - Yubari Fantaland grand-prix
- Festival du film asiatique de Deauville 2009 
  - Mejor pel·lícula asiàtica d'acció (premi Lotus Action Asia)
- Asian Film Awards 2009
  - Mejor montaje (Kim Sun-min)

### Nominaciones
| Año  | Categoría          | Premio                 | Nominado    | Resultado |
| ---- | ------------------ | ---------------------- | ----------- | --------- |
| 2009 | Best Actor         | Asian Film Award       | Ha Jung-woo | Nominado  |
| 2008 | Best Leading Actor | Blue Dragon Film Award | Ha Jung-woo | Nominado  |
| 2008 | Best Actor         | Grand Bell Award       | Ha Jung-woo | Nominado  |
| 2008 | Best Actor         | Buil Film Award        | Ha Jung-woo | Nominado  |
| 2008 | Best Actor (Film)  | Baeksang Arts Award    | Ha Jung-woo | Nominado  |